# Línea 726 (Interurbanos Madrid)

Esquema de dársenas del intercambiador subterráneo de Plaza de Castilla

La línea 726 de la red de autobuses interurbanos de Madrid une la terminal subterránea del Intercambiador de Plaza de Castilla con Guadalix de la Sierra y Navalafuente.

## Características
Esta línea une dichos municipios, además de pasar por Colmenar Viejo y Soto del Real en un aproximadamente 1h y 15 minutos. Existen expediciones llamadas DIRECTOS que no realizan ninguna parada del casco urbano de Colmenar Viejo ni aquellas en la vía de servicio de la M-607. Dichas expediciones que omiten esas paradas reducen el trayecto en aproximadamente 10 minutos del tramo Madrid - Guadalix de la Sierra.
Estas expediciones están pensadas para reducir el trayecto a los viajeros más alejados de la línea, cuando Colmenar Viejo cuenta con servicios de las líneas 721, 722, 724 y 725 con mucha más frecuencia. Tanto las líneas 724, 725 y 726 cuentan con expediciones directas que no cruzan por Colmenar Viejo a diferentes horas, para realizar trayectos más cortos a los pueblos más lejanos y dejando el servicio a Colmenar Viejo cubierto por alguna de las otras líneas mencionadas.
A pesar de que Navalafuente sea terminal/cabecera de línea, no todas las expediciones llegan hasta allí, finalizando la mayoría en Guadalix de la Sierra. Existen servicios que prolongan su recorrido hasta la Urbanización El Chaparral en Navalafuente.
La línea se complementa con las líneas 724, 725 y N702 para dar servicio de autobús nocturno a Colmenar Viejo cada 30 minutos los viernes laborables, sábados y vísperas de festivo, además de complementarse con la línea 725 para dar servicio nocturno a Soto del Real también en esos días, puesto que dicho pueblo forma parte del recorrido común de ambas líneas.
Los servicios nocturnos tan sólo alcanzan el municipio de Guadalix de la Sierra.
Curiosamente, los sábados laborables, domingos y festivos el municipio de Navalafuente recibe una mejor oferta de transporte que los días laborables entre semana. Esto se debe a que los fines de semana todos los servicios de la línea (exceptuando el primero de vuelta y el último de ida) llegan hasta Navalafuente, contando con un servicio cada hora. Durante la semana los servicios hasta/desde Navalafuente se realizan cada 1h y 30 minutos aproximadamente (exceptuando las franjas de hora punta por la mañana y la tarde).
Siguiendo la numeración de líneas del CRTM, las líneas que circulan por el corredor 7 son aquellas que dan servicio a los municipios situados en torno a la M-607 y comienzan con un 7. Aquellas numeradas dentro de la decena 720 corresponden a aquellas que circulan por Colmenar Viejo.
La línea mantiene los mismos horarios todo el año (exceptuando las vísperas de festivo y festivos de Navidad).
Esta línea es operada por la empresa Herederos de J. Colmenarejo a través de Interbus mediante la concesión administrativa VCM-702 - Madrid - Colmenar Viejo - El Boalo - Bustarviejo (Viajeros Comunidad de Madrid) del Consorcio Regional de Transportes de Madrid.

### Sublíneas
Aquí se recogen todas las distintas sublíneas que ha tenido la línea 726. La denominación de sublíneas que utiliza el CRTM es la siguiente:
- Número de línea (726)
- Sentido de circulación (1 ida, 2 vuelta)
- Número de sublínea

Por ejemplo, la sublínea 726107 corresponde a la línea 726, sentido 1 (ida) y el número 07 de numeración de sublíneas creadas hasta la fecha.
| Ida    | Ruta                          | Itinerario                    | Vuelta | Ruta                              | Itinerario                        |
| 726101 | -                             | Madrid - Navalafuente         | 726201 | -                                 | Navalafuente - Madrid             |
| 726102 | c                             | Madrid - Navalafuente DIRECTO | 726202 | c                                 | Navalafuente - Madrid DIRECTO     |
| 726103 | g                             | Madrid - Guadalix             | 726203 | g                                 | Guadalix - Madrid                 |
| 726104 | sg                            | Madrid superficie - Guadalix  | 726204 | sg                                | Guadalix - Madrid superficie      |
| 726105 | No existe la ruta "gc" de ida | No existe la ruta "gc" de ida | 726205 | gc                                | Guadalix - Madrid DIRECTO         |
| 726106 | ch                            | Madrid - El Chaparral         | 726206 | ch                                | El Chaparral - Madrid             |
| 726107 | chc                           | Madrid - El Chaparral DIRECTO | 726207 | No existe la ruta "chc" de vuelta | No existe la ruta "chc" de vuelta |
| 726108 | cg                            | Colmenar Viejo - Guadalix     | 726208 | cg                                | Guadalix - Colmenar Viejo         |
| 726109 | cn                            | Colmenar Viejo - Navalafuente | 726209 | No existe la ruta "cn" de vuelta  | No existe la ruta "cn" de vuelta  |

## Horarios
Los horarios que no sean cabecera son aproximados.
| Lunes a viernes laborables              |                       |                       |                       |                       |                       |                       |                       |                       |                       |                       |                       |
| Madrid > Navalafuente                   | Madrid > Navalafuente | Madrid > Navalafuente | Madrid > Navalafuente | Madrid > Navalafuente | Madrid > Navalafuente | Navalafuente > Madrid | Navalafuente > Madrid | Navalafuente > Madrid | Navalafuente > Madrid | Navalafuente > Madrid | Navalafuente > Madrid |
| Madrid                                  | Colmenar V            | Soto del Real         | Guadalix              | Navalafuente          | El Chaparral          | El Chaparral          | Navalafuente          | Guadalix              | Soto del Real         | Colmenar V            | Madrid                |
| 06:55                                   | 07:30                 | 07:45                 | 07:55                 | 08:10                 |                       |                       | 05:40                 | 05:55                 | 06:05                 | →                     | 06:45                 |
| 07:30                                   | 08:05                 | 08:20                 | 08:30                 |                       |                       | 06:05                 | 06:20                 | 06:30                 | 06:45                 | 07:20                 |                       |
| 07:50                                   | →                     | 08:30                 | 08:40                 | 08:55                 | 09:00                 |                       |                       | 06:40                 | 06:50                 | →                     | 07:30                 |
| 08:25                                   | 09:00                 | 09:15                 | 09:25                 |                       |                       |                       | 06:30                 | 06:45                 | 06:55                 | →                     | 07:35                 |
| 08:50                                   | 09:25                 | 09:40                 | 09:50                 |                       | 06:45                 | 07:00                 | 07:10                 | 07:25                 | 08:00                 |                       |                       |
| 09:20                                   | 09:55                 | 10:10                 | 10:20                 | 10:35                 | 10:40                 |                       |                       | 07:20                 | 07:30                 | →                     | 08:10                 |
| 10:00                                   | 10:35                 | 10:50                 | 11:00                 |                       |                       | 07:40                 | 07:50                 | 08:05                 |                       |                       |                       |
| 10:30                                   | 11:05                 | 11:20                 | 11:30                 |                       | 07:30                 | 07:45                 | 07:55                 | 08:10                 | 08:45                 |                       |                       |
| 11:00                                   | 11:35                 | 11:50                 | 12:00                 |                       |                       | 08:10                 | 08:25                 | 08:35                 | →                     | 09:15                 |                       |
| 11:20                                   | 11:55                 | 12:10                 | 12:20                 | 12:35                 |                       |                       |                       | 08:45                 | 08:55                 | 09:10                 | 09:45                 |
| 12:00                                   | 12:35                 | 12:50                 | 13:00                 |                       |                       | 09:00                 | 09:05                 | 09:20                 | 09:30                 | 09:45                 | 10:20                 |
| 12:30                                   | 13:05                 | 13:20                 | 13:30                 |                       |                       |                       |                       | 09:45                 | 09:55                 | 10:10                 | 10:45                 |
| 13:00                                   | →                     | 13:40                 | 13:50                 | 14:05                 |                       | 10:05                 | 10:15                 | 10:30                 | 11:05                 |                       |                       |
| 13:30                                   | 14:05                 | 14:20                 | 14:30                 |                       |                       | 10:30                 | 10:35                 | 10:50                 | 11:00                 | 11:15                 | 11:50                 |
|                                         | 14:30                 | 14:45                 | 14:55                 | 15:10                 |                       |                       |                       | 11:15                 | 11:25                 | 11:40                 | 12:15                 |
| 14:00                                   | 14:35                 | 14:50                 | 15:00                 | 15:15                 | 15:20                 | 11:45                 | 12:05                 | 12:10                 | 12:45                 |                       |                       |
| 14:30                                   | →                     | 15:20                 | 15:30                 | 15:45                 |                       | 12:15                 | 12:35                 | 12:40                 | 13:15                 |                       |                       |
| 14:35                                   | 15:10                 | 15:25                 | 15:35                 |                       |                       |                       | 12:35                 | 12:50                 | 13:00                 | 13:15                 | 13:50                 |
| 15:00                                   | 15:35                 | 15:50                 | 16:00                 |                       |                       |                       |                       | 13:15                 | 13:25                 | 13:40                 | 14:15                 |
| 15:30                                   | →                     | 16:10                 | 16:20                 | 16:35                 |                       | 13:45                 | 13:55                 | 14:10                 | 14:45                 |                       |                       |
| 16:00                                   | 16:35                 | 16:50                 | 17:00                 | 17:15                 |                       |                       | 14:05                 | 14:20                 | 14:30                 | 14:45                 | 15:20                 |
| 16:45                                   | 17:20                 | 17:35                 | 17:45                 |                       |                       |                       |                       | 14:45                 | 14:55                 | 15:10                 | 15:45                 |
| 17:00                                   | 17:35                 | 17:50                 | 18:00                 |                       |                       | 15:15                 | 15:20                 | 15:35                 | 15:45                 | 16:00                 | 16:35                 |
| 17:30                                   | 18:05                 | 18:20                 | 18:30                 |                       |                       |                       |                       | 15:45                 | 15:55                 | 16:10                 | 16:45                 |
| 18:00                                   | →                     | 18:45                 | 18:55                 | 19:10                 |                       | 16:15                 | 16:25                 | 16:40                 | 17:15                 |                       |                       |
| 18:30                                   | 19:05                 | 19:20                 | 19:30                 |                       |                       |                       | 16:35                 | 16:50                 | 17:00                 | 17:15                 | 17:50                 |
| 19:15                                   | 19:50                 | 20:05                 | 20:15                 |                       |                       | 17:10                 | 17:25                 | 17:35                 | →                     | 18:15                 |                       |
| 19:30                                   | 20:05                 | 20:20                 | 20:30                 | 20:45                 | 20:50                 |                       |                       | 17:45                 | 17:55                 | 18:10                 | 18:45                 |
| 20:00                                   | 20:35                 | 20:50                 | 21:00                 | 21:15                 | 21:20                 | 18:15                 | 18:25                 | 18:40                 | 19:15                 |                       |                       |
| 20:30                                   | 21:05                 | 21:20                 | 21:30                 |                       |                       | 18:45                 | 18:55                 | 19:10                 | 19:45                 |                       |                       |
| 21:15                                   | 21:50                 | 22:05                 | 22:15                 | 22:30                 |                       |                       | 19:05                 | 19:20                 | 19:30                 | →                     | 20:10                 |
| 22:00                                   | 22:35                 | 22:50                 | 23:00                 | 23:15                 |                       |                       | 19:50                 | 20:00                 | 20:15                 | 20:50                 |                       |
| 23:00                                   | 23:35                 | 23:50                 | 00:00                 | 00:15                 | 20:25                 | 20:35                 | 20:50                 | 21:25                 |                       |                       |                       |
|                                         |                       |                       |                       |                       |                       | 21:10                 | 21:15                 | 21:30                 | 21:40                 | 21:55                 | 22:30                 |
| Noches de viernes y vísperas de festivo |                       |                       |                       |                       |                       |                       |                       |                       |                       |                       |                       |
| 23:45                                   | 00:15                 | 00:30                 | 00:40                 |                       |                       |                       |                       | 22:30                 | 22:40                 | 22:55                 | 23:25                 |
| 02:30                                   | 03:00                 | 03:15                 | 03:25                 | 01:00                 | 01:10                 | 01:25                 | 01:55                 |                       |                       |                       |                       |
| Sábados laborables, domingos y festivos |                       |                       |                       |                       |                       |                       |                       |                       |                       |                       |                       |
| Madrid > Navalafuente                   | Madrid > Navalafuente | Madrid > Navalafuente | Madrid > Navalafuente | Madrid > Navalafuente | Madrid > Navalafuente | Navalafuente > Madrid | Navalafuente > Madrid | Navalafuente > Madrid | Navalafuente > Madrid | Navalafuente > Madrid | Navalafuente > Madrid |
| Madrid                                  | Colmenar V            | Soto del Real         | Guadalix              | Navalafuente          | El Chaparral          | El Chaparral          | Navalafuente          | Guadalix              | Soto del Real         | Colmenar V            | Madrid                |
| 08:00                                   | 08:30                 | 08:45                 | 08:55                 | 09:10                 |                       |                       |                       | 06:45                 | 06:55                 | 07:10                 | 07:40                 |
| 09:00                                   | 09:30                 | 09:45                 | 09:55                 | 10:10                 | 10:15                 |                       | 07:30                 | 07:45                 | 07:55                 | 08:10                 | 08:40                 |
| 10:00                                   | 10:30                 | 10:45                 | 10:55                 | 11:10                 |                       | 08:30                 | 08:45                 | 08:55                 | 09:10                 | 09:40                 |                       |
| 11:00                                   | 11:30                 | 11:45                 | 11:55                 | 12:10                 | 09:30                 | 09:45                 | 09:55                 | 10:10                 | 10:40                 |                       |                       |
| 12:00                                   | 12:30                 | 12:45                 | 12:55                 | 13:10                 | 10:25                 | 10:30                 | 10:45                 | 10:55                 | 11:10                 | 11:40                 |                       |
| 13:00                                   | 13:30                 | 13:45                 | 13:55                 | 14:10                 | 14:15                 |                       | 11:30                 | 11:45                 | 11:55                 | 12:10                 | 12:40                 |
| 14:00                                   | 14:30                 | 14:45                 | 14:55                 | 15:10                 |                       | 12:30                 | 12:45                 | 12:55                 | 13:10                 | 13:40                 |                       |
| 15:00                                   | 15:30                 | 15:45                 | 15:55                 | 16:10                 | 13:30                 | 13:45                 | 13:55                 | 14:10                 | 14:40                 |                       |                       |
| 16:00                                   | 16:30                 | 16:45                 | 16:55                 | 17:10                 | 14:25                 | 14:30                 | 14:45                 | 14:55                 | 15:10                 | 15:40                 |                       |
| 17:00                                   | 17:30                 | 17:45                 | 17:55                 | 18:10                 |                       | 15:30                 | 15:45                 | 15:55                 | 16:10                 | 16:40                 |                       |
| 18:00                                   | 18:30                 | 18:45                 | 18:55                 | 19:10                 | 16:30                 | 16:45                 | 16:55                 | 17:10                 | 17:40                 |                       |                       |
| 19:00                                   | 19:30                 | 19:45                 | 19:55                 | 20:10                 | 20:15                 | 17:30                 | 17:45                 | 17:55                 | 18:10                 | 18:40                 |                       |
| 20:00                                   | 20:30                 | 20:45                 | 20:55                 | 21:10                 |                       | 18:30                 | 18:45                 | 18:55                 | 19:10                 | 19:40                 |                       |
| 21:00                                   | 21:30                 | 21:45                 | 21:55                 | 22:10                 | 19:30                 | 19:45                 | 19:55                 | 20:10                 | 20:40                 |                       |                       |
| 22:00                                   | 22:30                 | 22:45                 | 22:55                 | 23:10                 | 20:25                 | 20:30                 | 20:45                 | 20:55                 | 21:10                 | 21:40                 |                       |
| 23:00                                   | 23:30                 | 23:45                 | 23:55                 |                       |                       |                       | 21:30                 | 21:45                 | 21:55                 | 22:10                 | 22:40                 |
| Noches de sábados laborables            |                       |                       |                       |                       |                       |                       |                       |                       |                       |                       |                       |
| 23:45                                   | 00:15                 | 00:30                 | 00:40                 |                       |                       |                       |                       | 22:30                 | 22:40                 | 22:55                 | 23:25                 |
| 02:30                                   | 03:00                 | 03:15                 | 03:25                 | 01:00                 | 01:10                 | 01:25                 | 01:55                 |                       |                       |                       |                       |

1. 1 2 3 4 5 6 7 8 9  DIRECTO, sin paso por Colmenar Viejo
2. 1 2 3 4 5 6 7 8 9 10 11 12 13 14 15 16 17 18 19 20 21 22 23 24 25 26 27 28 29 30 31 32 33  Hasta/desde Guadalix de la Sierra
3. ↑  DIRECTO, sin paso por Colmenar Viejo, hasta la Urbanización El Chaparral
4. 1 2  Desde Guadalix de la Sierra, DIRECTO, sin paso por Colmenar Viejo
5. 1 2 3 4 5 6 7 8 9 10 11 12 13 14  Hasta/desde la Urbanización El Chaparral
6. ↑  Desde Guadalix de la Sierra, hasta Colmenar Viejo
7. 1 2  Refuerzo lectivo
8. ↑  Desde Colmenar Viejo, hasta Navalafuente
9. 1 2 3 4 5  Sólo noches de viernes y vísperas de festivo
10. 1 2 3 4 5 6 7 8  Desde/hasta superficie, hasta/desde Guadalix de la Sierra
11. 1 2 3 4 5  Sólo noches de sábados laborables

## Recorrido y paradas

### Sentido Navalafuente
| Código                                                                                             | Zona | Localidad               | Denominación                                                      | Ubicación                                      | Líneas de la parada                                                   | Metro / Cercanías |
| -------------------------------------------------------------------------------------------------- | ---- | ----------------------- | ----------------------------------------------------------------- | ---------------------------------------------- | --------------------------------------------------------------------- | ----------------- |
| 17472R                                                                                             |      | Madrid                  | Intercambiador de Plaza de Castilla - Dársena 27                  | Avenida de Asturias Nº2                        | 726                                                                   | Plaza de Castilla |
| Cabecera de las expediciones que salen desde la superficie del Intercambiador de Plaza de Castilla |      |                         |                                                                   |                                                |                                                                       |                   |
| 18074L                                                                                             |      | Madrid                  | Intercambiador de Plaza de Castilla - Dársena 53                  | Paseo de la Castellana Nº195                   | 70 724 725 726 N702                                                   | Plaza de Castilla |
| Paradas del itinerario normal                                                                      |      |                         |                                                                   |                                                |                                                                       |                   |
| 3252                                                                                               |      | Madrid                  | Paseo de la Castellana Nº292 - Hospital La Paz                    | Paseo de la Castellana Nº292                   | 173 174 175 176 178 712 713 716 717 721 722 724 725 726 876 N701 N702 | Begoña            |
| 3670                                                                                               |      | Madrid                  | Carretera de Colmenar - Hospital Ramón y Cajal                    | M-607 km. 8,4                                  | 175 178 712 713 714 716 717 721 722 724 725 726 876 N701 N702         | Ramón y Cajal     |
| Los recorridos "DIRECTOS" no realizan ninguna de las siguientes paradas                            |      |                         |                                                                   |                                                |                                                                       |                   |
| 06563                                                                                              |      | Madrid                  | Carretera de Colmenar Viejo - Academia de Artillería              | M-607 km. 11,7                                 | 712 713 716 717 721 722 724 725 726 N701 N702                         |                   |
| 06565                                                                                              |      | Madrid                  | Carretera M-607 - Residencia de Ancianos                          | M-607 km. 13                                   | 712 713 714 716 717 721 722 724 725 726 N701 N702                     |                   |
| 06566                                                                                              |      | Madrid                  | Carretera M-607 - Ciudad Escolar                                  | M-607 km. 13,4                                 | 712 713 716 717 721 722 724 725 726 N701 N702                         |                   |
| 06567                                                                                              |      | Madrid                  | Carretera M-607 - Hospital Psiquiátrico                           | M-607 km. 13,8                                 | 712 713 716 717 721 722 724 725 726 N701 N702                         |                   |
| 06568                                                                                              |      | Madrid                  | Carretera M-607 - Hospital Cantoblanco                            | M-607 km. 14,5                                 | 712 713 716 717 721 722 724 725 726 N701 N702                         |                   |
| 06569                                                                                              |      | Madrid                  | Carretera M-607 - Universidad Autónoma                            | M-607 km. 14,9                                 | 712 713 716 717 721 722 724 725 726 876 N701 N702                     | Cantoblanco       |
| 06570                                                                                              |      | Madrid                  | Carretera M-607 - Cruce Carretera de Alcobendas                   | M-607 km. 16                                   | 712 713 716 717 721 722 724 725 726 N701 N702                         |                   |
| 06571                                                                                              |      | Madrid                  | Carretera M-607 - El Goloso                                       | M-607 km. 16,8                                 | 712 713 716 717 721 722 724 725 726 827 N701 N702                     | El Goloso         |
| Paradas del itinerario normal, los recorridos "DIRECTOS" vuelven a realizar paradas desde aquí     |      |                         |                                                                   |                                                |                                                                       |                   |
| 06572                                                                                              |      | Madrid                  | Carretera M-607 - Las Jarrillas                                   | M-607 km. 18,7                                 | 712 713 716 717 721 722 724 725 726 827 N701 N702                     |                   |
| 06573                                                                                              |      | Madrid                  | Carretera M-607 - Cementerio La Paz                               | M-607 km. 19,4                                 | 712 713 716 717 721 722 724 725 726 827 N701 N702                     |                   |
| 08396                                                                                              |      | Tres Cantos             | Carretera M-607 - Puente Sur                                      | M-607 km. 20,3                                 | 721 722 724 725 726 876 N702                                          |                   |
| 06645                                                                                              |      | Tres Cantos             | Carretera M-607 - Colegio Pinosierra                              | M-607 km. 20,8                                 | 721 722 724 725 726 N702                                              |                   |
| 20682                                                                                              |      | Tres Cantos             | Carretera M-607 - Estación de Tres Cantos                         | M-607 km. 21,9                                 | 721 722 724 725 726 876 N702                                          | Tres Cantos       |
| 06581                                                                                              |      | Colmenar Viejo          | Carretera M-607 - Depuradora                                      | M-607 km. 28,5                                 | 721 722 723 724 725 726 N702                                          |                   |
| Los recorridos "DIRECTOS" no realizan ninguna de las siguientes paradas                            |      |                         |                                                                   |                                                |                                                                       |                   |
| Los recorridos desde Colmenar Viejo comienzan aquí                                                 |      |                         |                                                                   |                                                |                                                                       |                   |
| 18107                                                                                              |      | Colmenar Viejo          | Paseo de la Ermita de Santa Ana - Centro Comercial El Ventanal    | Paseo de la Ermita de Santa S/Nº               | 720 721 723 724 725 726 727 728 N702                                  |                   |
| 11350                                                                                              |      | Colmenar Viejo          | Avenida de San Agustín del Guadalix - Centro de Salud             | Avenida de San Agustín del Guadalix Nº2        | 720 721 723 724 725 726 727 N702                                      |                   |
| 08414                                                                                              |      | Colmenar Viejo          | Avenida de la Libertad - Estación de Servicio                     | Avenida de la Libertad Nº14                    | 720 721 723 724 725 726 727 N702 1                                    |                   |
| 06584                                                                                              |      | Colmenar Viejo          | Calle de San Sebastián - Cafetería Sanz Rosa                      | Calle de San Sebastián Nº32                    | 720 721 723 724 725 726 727 N702 1                                    |                   |
| 06585                                                                                              |      | Colmenar Viejo          | Calle de la Corredera - Calle de los Frailes                      | Calle de la Corredera Nº1                      | 720 721 723 724 725 726 727 N702 1                                    |                   |
| 06586                                                                                              |      | Colmenar Viejo          | Carretera de Miraflores - Plaza de los Arcos                      | Carretera de Miraflores Nº38                   | 720 721 724 725 726 N702                                              |                   |
| 06587                                                                                              |      | Colmenar Viejo          | Carretera de Miraflores - Colonia de las Torres                   | Carretera de Miraflores Nº38                   | 720 721 724 725 726 N702                                              |                   |
| 06588                                                                                              |      | Colmenar Viejo          | Carretera de Miraflores - Centro Educativo Especial               | Carretera de Miraflores Nº38                   | 720 721 724 725 726                                                   |                   |
| Paradas del itinerario normal, los recorridos "DIRECTOS" vuelven a realizar paradas desde aquí     |      |                         |                                                                   |                                                |                                                                       |                   |
| 12106                                                                                              |      | Soto del Real           | Carretera M-609 - Centro Penitenciario                            | M-609 km. 3,7                                  | 720 724 725 726 728                                                   |                   |
| 10535                                                                                              |      | Soto del Real           | Carretera M-862 - La Gamonosa                                     | M-682 km. 1,2                                  | 720 724 725 726 728                                                   |                   |
| 18933                                                                                              |      | Soto del Real           | Avenida de las Víctimas del Terrorismo - Polideportivo            | Avenida de las Víctimas del Terrorismo S/Nº    | 720 725 726 728                                                       |                   |
| 09112                                                                                              |      | Soto del Real           | Avenida de las Víctimas del Terrorismo - Calle del Barco de Ávila | Avenida de las Víctimas del Terrorismo S/Nº    | 720 725 726 728                                                       |                   |
| 18934                                                                                              |      | Soto del Real           | Avenida de las Víctimas del Terrorismo - Calle de Calvo Sotelo    | Avenida de las Víctimas del Terrorismo S/Nº    | 720 725 726 728                                                       |                   |
| 10541                                                                                              |      | Soto del Real           | Carretera M-608 - Instituto                                       | M-608 S/Nº                                     | 726                                                                   |                   |
| 17318                                                                                              |      | Soto del Real           | Carretera M-608 - Los Cerrillos                                   | M-608 S/Nº                                     | 726                                                                   |                   |
| 20707                                                                                              |      | Miraflores de la Sierra | Carretera M-608 - Los Pinarejos                                   | M-608 S/Nº                                     | 726                                                                   |                   |
| 11845                                                                                              |      | Guadalix de la Sierra   | Carretera M-608 - Urbanización Guadalcampo                        | M-608 km. 8,1                                  | 726                                                                   |                   |
| 10252                                                                                              |      | Guadalix de la Sierra   | Avenida de Alejandro Rubio - Calle de la Caleriza                 | Avenida de Alejandro Rubio Nº81                | 726                                                                   |                   |
| 13184                                                                                              |      | Guadalix de la Sierra   | Avenida de Alejandro Rubio - Calle de las Eras de Arriba          | Avenida de Alejandro Rubio Nº55                | 726                                                                   |                   |
| 10251                                                                                              |      | Guadalix de la Sierra   | Calle Caño - Urbanización Las Cigüeñas                            | Calle Caño Nº45                                | 197C 726                                                              |                   |
| 20217                                                                                              |      | Guadalix de la Sierra   | Parque de las Eras                                                | Calle el Callejón Nº1                          | 197C 726                                                              |                   |
| 20219                                                                                              |      | Guadalix de la Sierra   | Avenida de la Chopera - Complejo Deportivo                        | Avenida de la Chopera Nº32                     | 197C 726                                                              |                   |
| Los recorridos hasta Guadalix de la Sierra finalizan aquí                                          |      |                         |                                                                   |                                                |                                                                       |                   |
| 15714                                                                                              |      | Guadalix de la Sierra   | Carretera M-625 - Viveros                                         | Carretera de Navalafuente km. 38               | 197C 726                                                              |                   |
| 09867                                                                                              |      | Navalafuente            | Carretera M-625 - Camping                                         | Carretera M-625 de Guadalix km. 19,5           | 197C 726                                                              |                   |
| 12652                                                                                              |      | Navalafuente            | Carretera M-625 - Urbanización Las Praderas                       | Carretera M-625 de Guadalix km. 21             | 197C 726                                                              |                   |
| 17792                                                                                              |      | Navalafuente            | Navalafuente - Calle Cuatro Caminos                               | Calle Eras de Abajo Nº21600                    | 197C 726                                                              |                   |
| Las expediciones que continúan a la Urbanización El Chaparral realizan las siguientes paradas      |      |                         |                                                                   |                                                |                                                                       |                   |
| 13303                                                                                              |      | Navalafuente            | Carretera M-625 - Calle Cancho                                    | Carretera de Navalafuente a Cabanillas Nº22400 | 197C 726                                                              |                   |
| 12110                                                                                              |      | Navalafuente            | Urbanización El Chaparral                                         | Avenida del Chaparral Nº2                      | 197C 726                                                              |                   |

1. ↑  A efectos de nomenclatura, para las líneas de la EMT esta parada se llama Hospital Ramón y Cajal

### Sentido Madrid (Plaza de Castilla)
| Código                                                                                             | Zona | Localidad               | Denominación                                                   | Ubicación                                   | Líneas de la parada                                     | Metro / Cercanías |
| -------------------------------------------------------------------------------------------------- | ---- | ----------------------- | -------------------------------------------------------------- | ------------------------------------------- | ------------------------------------------------------- | ----------------- |
| Las expediciones que proceden de la Urbanización El Chaparral realizan las siguientes paradas      |      |                         |                                                                |                                             |                                                         |                   |
| 12110                                                                                              |      | Navalafuente            | Urbanización El Chaparral                                      | Avenida del Chaparral Nº2                   | 197C 726                                                |                   |
| 13304                                                                                              |      | Navalafuente            | Carretera M-625 - Calle Cancho                                 | Calle Cancho Nº2                            | 197C 726                                                |                   |
| Paradas del itinerario normal                                                                      |      |                         |                                                                |                                             |                                                         |                   |
| 09126                                                                                              |      | Navalafuente            | Navalafuente - Calle Cuatro Caminos                            | Calle Eras de Abajo Nº21600                 | 197C 726                                                |                   |
| 13120                                                                                              |      | Navalafuente            | Carretera M-625 - Urbanización Las Praderas                    | Avenida de las Praderas Nº33                | 197C 726                                                |                   |
| 09866                                                                                              |      | Navalafuente            | Carretera M-625 - Camping                                      | Carretera de Guadalix Nº22                  | 197C 726                                                |                   |
| 17320                                                                                              |      | Guadalix de la Sierra   | Carretera M-625 - Viveros                                      | Carretera de Navalafuente km. 17,7          | 197C 726                                                |                   |
| Los recorridos desde Guadalix de la Sierra comienzan aquí                                          |      |                         |                                                                |                                             |                                                         |                   |
| 20218                                                                                              |      | Guadalix de la Sierra   | Calle del Egido - Parque Guillermo Rubio                       | Calle del Egido Nº35                        | 197C 726                                                |                   |
| 15713                                                                                              |      | Guadalix de la Sierra   | Calle Prado Panetes - Colegio                                  | Calle Prado Panetes Nº1                     | 197C 726                                                |                   |
| 09715                                                                                              |      | Guadalix de la Sierra   | Avenida de Alejandro Rubio - Calle de las Eras de Arriba       | Avenida de Alejandro Rubio Nº55             | 726                                                     |                   |
| 09714                                                                                              |      | Guadalix de la Sierra   | Avenida de Alejandro Rubio - Calle de la Caleriza              | Avenida de Alejandro Rubio Nº81             | 726                                                     |                   |
| 17319                                                                                              |      | Guadalix de la Sierra   | Carretera M-608 - Urbanización Las Cumbres                     | M-608 km. 8                                 | 726                                                     |                   |
| 20707                                                                                              |      | Miraflores de la Sierra | Carretera M-608 - Los Pinarejos                                | M-608 S/Nº                                  | 726                                                     |                   |
| 17317                                                                                              |      | Soto del Real           | Carretera M-608 - Los Cerrillos                                | M-608 S/Nº                                  | 726                                                     |                   |
| 10540                                                                                              |      | Soto del Real           | Carretera M-608 - Instituto                                    | M-608 S/Nº                                  | 724 726                                                 |                   |
| 18935                                                                                              |      | Soto del Real           | Avenida de las Víctimas del Terrorismo - Calle de Calvo Sotelo | Avenida de las Víctimas del Terrorismo S/Nº | 720 725 726 728                                         |                   |
| 09119                                                                                              |      | Soto del Real           | Avenida de las Víctimas del Terrorismo - Calle de Desaceral    | Avenida de las Víctimas del Terrorismo S/Nº | 720 725 726 728                                         |                   |
| 18933                                                                                              |      | Soto del Real           | Avenida de las Víctimas del Terrorismo - Polideportivo         | Avenida de las Víctimas del Terrorismo S/Nº | 720 725 726 728                                         |                   |
| 10529                                                                                              |      | Soto del Real           | Carretera M-862 - La Gamonosa                                  | M-682 km. 1,2                               | 720 724 725 726 728                                     |                   |
| 11900                                                                                              |      | Soto del Real           | Carretera M-609 - Centro Penitenciario                         | M-609 km. 3,4                               | 720 724 725 726 728                                     |                   |
| Los recorridos "DIRECTOS" no realizan ninguna de las siguientes paradas                            |      |                         |                                                                |                                             |                                                         |                   |
| 06595                                                                                              |      | Colmenar Viejo          | Carretera de Miraflores - Campamento de San Pedro              | Carretera de Miraflores S/Nº                | 720 721 724 725 726                                     |                   |
| 08416                                                                                              |      | Colmenar Viejo          | Carretera de Miraflores - Avenida del Puente Manzanares        | Carretera de Miraflores Nº38                | 720 721 724 725 726                                     |                   |
| 06590                                                                                              |      | Colmenar Viejo          | Calle de Madrid - Colonia Santa Lucía                          | Calle de Santa María Nº2                    | 720 721 724 725 726                                     |                   |
| 08417                                                                                              |      | Colmenar Viejo          | Carretera de Miraflores - Plaza de los Arcos                   | Calle de Madrid Nº21                        | 720 721 724 725 726                                     |                   |
| 06592                                                                                              |      | Colmenar Viejo          | Calle de la Corredera - Calle de los Frailes                   | Calle de la Corredera Nº1                   | 720 721 723 724 725 726 727 1                           |                   |
| 06593                                                                                              |      | Colmenar Viejo          | Calle de San Sebastián - Cafetería Sanz Rosa                   | Calle de San Sebastián Nº22                 | 720 721 723 724 725 726 727 1                           |                   |
| 06596                                                                                              |      | Colmenar Viejo          | Avenida de la Libertad - Estación de Servicio                  | Avenida de la Libertad Nº14                 | 720 721 723 724 725 726 727 1                           |                   |
| 06589                                                                                              |      | Colmenar Viejo          | Avenida de la Libertad - Ermita                                | Avenida de la Libertad Nº58                 | 720 721 723 724 725 726 727 1                           |                   |
| 12108                                                                                              |      | Colmenar Viejo          | Avenida de la Libertad - Centro Comercial El Ventanal          | Avenida de la Libertad Nº99                 | 721 722 723 724 725 726 N702                            |                   |
| 11338                                                                                              |      | Colmenar Viejo          | Avenida de la Libertad - Polígono Industrial La Mina           | Calle del Pradillo Nº2                      | 721 722 723 724 725 726 N702                            |                   |
| Los recorridos hasta Colmenar Viejo finalizan aquí                                                 |      |                         |                                                                |                                             |                                                         |                   |
| Paradas del itinerario normal, los recorridos "DIRECTOS" vuelven a realizar paradas desde aquí     |      |                         |                                                                |                                             |                                                         |                   |
| 06631                                                                                              |      | Colmenar Viejo          | Carretera M-607 - Depuradora                                   | M-607 km. 26,8                              | 721 722 723 724 725 726 N702                            |                   |
| 06633                                                                                              |      | Tres Cantos             | Carretera M-607 - Estación de Tres Cantos                      | M-607 km. 21,8                              | 721 722 724 725 726 876N702                             | Tres Cantos       |
| 06659                                                                                              |      | Tres Cantos             | Carretera M-607 - Puente Sur                                   | M-607 km. 20,3                              | 721 722 724 725 726 876N702                             |                   |
| 12875                                                                                              |      | Madrid                  | Carretera M-607 - Cementerio La Paz                            | M-607 km. 19,3                              | 712 713 716 717 721 722 724 725 726 827 876N701 N702    |                   |
| Los recorridos "DIRECTOS" no realizan ninguna de las siguientes paradas                            |      |                         |                                                                |                                             |                                                         |                   |
| 09679                                                                                              |      | Madrid                  | Carretera M-607 - Estación de El Goloso                        | M-607 km. 17,2                              | 712 713 716 717 721 722 724 725 726 827 N701 N702       | El Goloso         |
| 06664                                                                                              |      | Madrid                  | Carretera M-607 - El Goloso                                    | M-607 km. 16,9                              | 712 713 716 717 721 722 724 725 726 827 N701 N702       | El Goloso         |
| 06665                                                                                              |      | Madrid                  | Carretera M-607 - Cruce Carretera de Alcobendas                | M-607 km. 16                                | 712 713 716 717 721 722 724 725 726 N701 N702           |                   |
| 06666                                                                                              |      | Madrid                  | Carretera M-607 - Universidad Autónoma                         | M-607 km. 14,9                              | 712 713 716 717 721 722 724 725 726 876N701 N702        | Cantoblanco       |
| 06669                                                                                              |      | Madrid                  | Carretera M-607 - Ciudad Escolar                               | M-607 km. 13,4                              | 712 713 714 716 717 721722 724 725 726 N701 N702        |                   |
| Paradas del itinerario normal, los recorridos "DIRECTOS" vuelven a realizar paradas desde aquí     |      |                         |                                                                |                                             |                                                         |                   |
| 06672                                                                                              |      | Madrid                  | Carretera de Colmenar - Academia de Artillería                 | M-607 km. 11,7                              | 712 713 716 717 721722724725726N701 N702                |                   |
| 06673                                                                                              |      | Madrid                  | Carretera de Colmenar - Gasolinera Santa Ana                   | M-607 km. 9,7                               | 712 713 714 716 717 721722724725726876N701 N702         |                   |
| 955                                                                                                |      | Madrid                  | Carretera de Colmenar - Hospital Ramón y Cajal                 | M-607 km. 8,3                               | 175 178 712 713 714 716 717 721722724725726876N701 N702 | Ramón y Cajal     |
| 10548                                                                                              |      | Madrid                  | Paseo de la Castellana - Hospital La Paz                       | Paseo de la Castellana Nº300                | 712 713 714 716 717 721722724725726815 876N701 N702     | Begoña            |
| Terminal de las expediciones que terminan en la superficie del Intercambiador de Plaza de Castilla |      |                         |                                                                |                                             |                                                         |                   |
| 18074                                                                                              |      | Madrid                  | Intercambiador de Plaza de Castilla                            | Paseo de la Castellana Nº195                | Descenso antes de la dársena 42                         | Plaza de Castilla |
| Terminal del itinerario normal                                                                     |      |                         |                                                                |                                             |                                                         |                   |
| 17472                                                                                              |      | Madrid                  | Intercambiador de Plaza de Castilla                            | Avenida de Asturias Nº2                     | Descenso en las dársenas 8, 9 y 10.                     | Plaza de Castilla |

1. 1 2 3 4 5 6 7 8 9 10 11 12 13 14 15 16 17 18 19 20 21 22 23 24 25 26 27 28 29 30 31 32  Sólo permite el descenso de viajeros
2. ↑  A efectos de nomenclatura, para las líneas de la EMT esta parada se llama Hospital Ramón y Cajal